# Соколов, Николай Николаевич (геоморфолог)
Николай Николаевич Соколов (1895, Тамбов, Российская империя — 14 декабря 1977, Ленинград, СССР) — советский учёный, специалист по геологии четвертичных отложений, геоморфологии и географии почв. Доктор географических наук, профессор, заведующий кафедрой географии почв биолого-почвенного факультета ЛГУ имени А. А. Жданова (1960—1963). Глава геоморфологической комиссии ГО СССР.

## Биография
Николай Николаевич Соколов родился в Тамбове в семье священнослужителя в 1895 году. В 1913 году поступает на естественное отделение физико-математического факультета Московского университета по специальности география. В связи с революцией и гражданской войной вынужден прервать обучение в Москве. В 1918 поступает, а в 1923 году заканчивает кафедру географии почв Географического института ЛГУ в числе первых его выпускников.
После окончания института работает в изысканиях гидростроя, в частности при сооружении первой крупной советской гидростанции — Волховской ГЭС. В первой половине 1930-х годов — на службе в Институте физической географии в Ленинграде. В начале 1935 года арестован из-за своего происхождения и помещён в «Кресты». Осуждён 31 марта по статье 7-35 как «социально опасный элемент» на 3 года исправительно-трудовых лагерей. Во время осуждения работал на строительстве Беломорско-Балтийского канала. В Ленинград вернулся в 1939 году.
После Великой Отечественной войны работает в ЛГИ на кафедре общей геологии, а также читает лекции для студентов кафедры геоморфологии по курсам «Геоморфология СССР» и «Геоморфология материков». В 1949 году получает должность доцента, с 1950 года доктор географических наук, с 1963 года — профессор. В 1955—1960 годах работает в Лаборатории аэрометодов АН СССР, где занимается воздействием Волжских водохранилищ на природные системы. В 1960 году становится заведующим кафедрой географии почв биолого-почвенного факультета ЛГУ, которую возглавлял до реорганизации в 1963 году.
Скончался 17 декабря 1977 года в Ленинграде.

## Научная деятельность
Первые научные работы Н. Н. Соколова связаны с геоморфологией районов покровного оледенения Восточно-Европейской равнины, которые впоследствии позволили ему стать крупным исследователем рельефа и четвертичных отложений Северо-Запада СССР. В первой половине XX века, на заре ледниковой теории, ему удалось систематизировать и обобщить значительное количество информации о ледниковых отложениях и формах рельефа. Им было установлено, что основа морфологии современного рельефа — это неровности поверхности коренных пород, которые на северо-западе представлены серией куэст, осложнённых холмами и грядами ледникового происхождения.
Дальнейшие исследования северо-западных регионов СССР (Карелия, Кольский п-ов, Новгородская, Псковская, Ленинградская, Вологодская и др. области) позволили Н. Н. Соколову сделать вывод о стадийности покровного оледенения и наметить границы этих стадий, различающихся по степени свежести и выраженности ледниковых форм. Одним из первых Н. Н. Соколов указал на самостоятельность московского оледенения, также он признавал значительную рельефообразующую роль отдельных ледниковых лопастей и языков. Им были разработаны принципы геоморфологического районирования ледниковых районов, выделены три геоморфологические зоны ледникового рельефа: проксимальная зона аккумулятивных ледниковых и (реже) водно-ледниковых равнин, зона краевых образований с ярко выраженным холмистым рельефом и дистальная зона моренно-зандровых равнин. Эти идеи нашли отражение в крупной коллективной монографии «Геоморфология и четвертичные отложения северо-запада Европейской части СССР».
Как выпускник кафедры географии почв значительная часть трудов Н. Н. Соколова посвящена почвенному покрову. Он уделял большое внимание связи почв с материнской породой и рельефом.
География полевых работ Н. Н. Соколова невероятно обширна — помимо любимого северо-запада это и Прибалтика, и Крым, и Кавказ, и Поволжье.
После Великой Отечественной войны Н. Н. Соколов обратился к истории почвоведения и геоморфологии. К знаменательным юбилейным датам (220-летие АН СССР, 125-летие ГО СССР) из-под его пера вышла серия очерков, посвящённых ряду крупных почвоведов и геоморфологов, как современников Н. Н. Соколова, так и его учителей: В. В. Докучаева, П. А. Кропоткина, А.Е. Ферсмана, Л.С. Берга, Я. С. Эдельштейна, Л. И. Прасолова, С. С. Неустроева и многих других.

## Избранные работы
- Геоморфологический очерк района р. Волхов и оз. Ильмень: рельеф, наносы, история развития, 1926
- К вопросу о генезисе и эволюции ледниковых форм равнин, 1934
- Основные черты рельефа Валдайской возвышенности, 1934
- О положении границ оледенения в Европейской части СССР, 1946
- О принципах стратиграфии ледниковых отложений, 1947
- Геологическое строение и история развития рельефа Запада РСФСР, 1949
- Особенности рельефа Московской области, 1954
- О московском оледенении, 1957
- О состоянии и задачах работ по изучению ледниковых форм рельефа Русской равнины, 1960